# Karcer

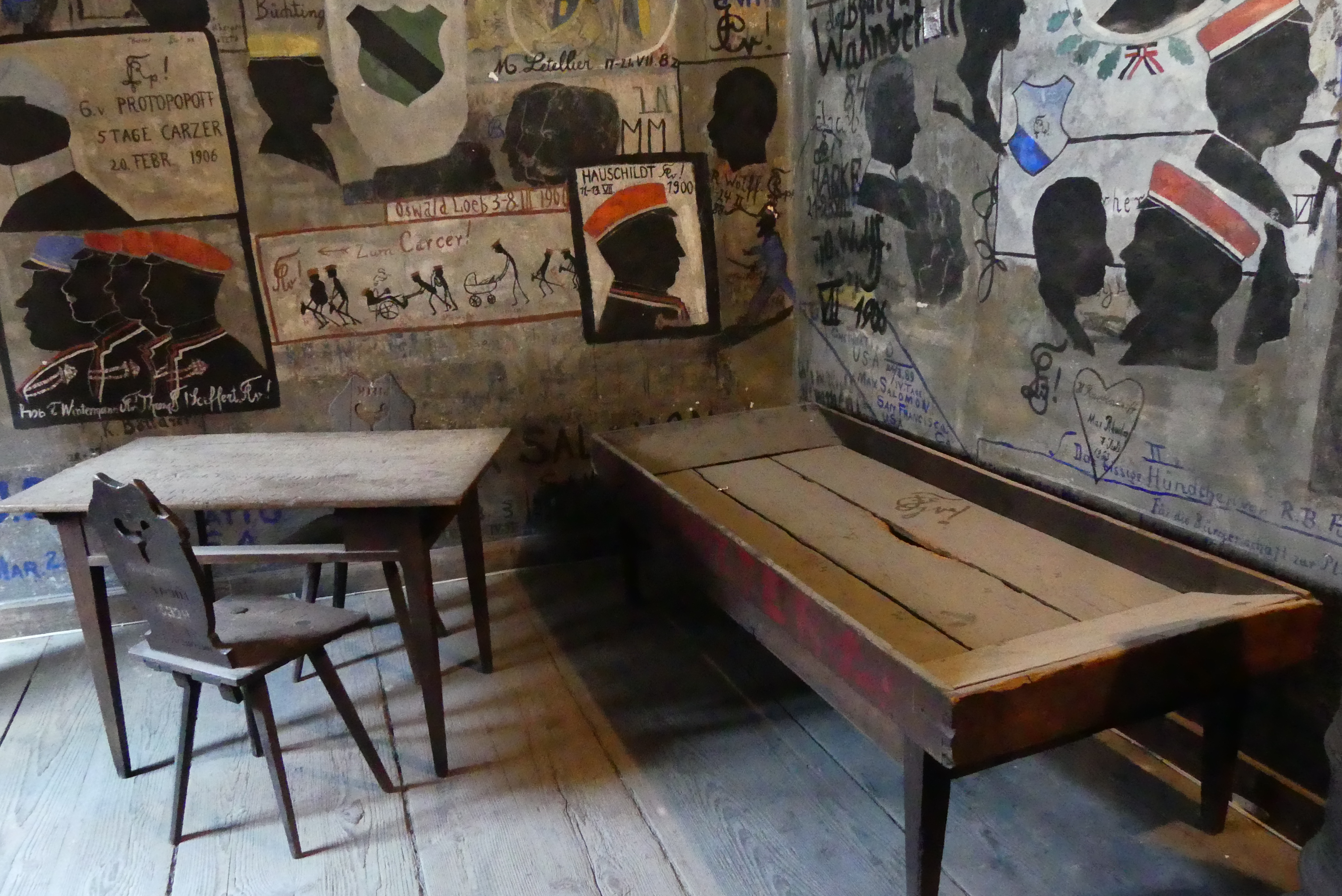
Karcer (Heidelberg)

Karcer (z latiny carcer, šatlava)  byl až do 1. poloviny 20. století  vězením pro studenty. Na základě rozhodnutí disciplinární komise střední či vysoké školy byl za hrubší kárný delikt student zbaven svobody a držen v detenční cele školy v souladu s tehdejšími platnými právními předpisy. Přísnějším trestem než karcer  bylo vyloučení delikventa mnohdy nejen z jeho školy, ale i ze všech škol v Habsburské monarchii či jiném státním útvaru. Na československých školách karcer po školských reformách v roce 1936 zanikl, ale neoficiálně se tento trest praktikoval i dál.
Karcery dochované na německých univerzitách jsou atraktivními kulturními památkami a bývají přístupné veřejnosti. Na univerzitě v Heidelbergu bylo studentské vězení už v době jejího založení ve 14. století, k dalším dochovaným památkám patří karcery v Jeně, Marburgu, Freiburgu, Tübingenu, Göttingenu, i na dalších místech. Svědectvím o tom, jak studenti trávili čas v cele, jsou graffiti a nápisy na stěnách, stolech a dveřích.